# Rade Uhlik
Rade Uhlik (Sarajevo, 1. veljače 1899. − Sarajevo, 12. lipnja 1991.) bio je bosanskohercegovački romolog, jezikoslovac i akademik.

## Životopis
Rade Uhlik je rođen u Sarajevu 1899. Rođeno ime mu je Aladar, ali ga je kasnije promijenio u Rade. Mladost je proživio u Beču, Pešti i Beogradu, gdje je dostudirao germanistiku. Vrativši se u Bosnu, predavao je njemački jezik u gimnazijama u Prijedoru, Tuzli i Sarajevu. Nakon Drugog svjetskog rata kao poliglot (govorio je oko 14 jezika) dobio je posao prevoditelja u Tanjugu. Neko vrijeme radio je kao kustos u Zemaljskom muzeju Bosne i Hercegovine. Njegova znanstvena djelatnost odnosi se prije svega na sakupljanje romske usmene tradicije, na opisivanje romske kulture i raznih dijalekata romskog jezika na Balkanu. Uveo je termin Gurbeti za skupinu Roma koja je nastanjivala prostore zapadnog i središnjeg Balkana; njihove jezične osobitosti razvrstao je u četiri skupine gurbetskog. Istraživao je ponajprije govore bosanskih Gurbeta, ali i drugih, te one Arlija, Burgijaša, Gopta itd. Skupio je i bogatu građu romske poezije, pripovijedaka i pošalica. Zbirku romskih pjesama u izvorniku Romane gilja objavio je 1937., potom u prijevodu Ciganska poezija (1957.), te Ciganske priče (1957.). Izradio je tri romska rječnika: Rječnik bosansko-romskog (Bosnian Romani Vocabulary, 1942. – 43.), Srpskohrvatsko-ciganski rječnik (Romane alava, 1947.) i Srpskohrvatsko-romsko-engleski rječnik (Romengo alavari, 1983.).
U niz objavljenih znanstvenih radova ostavio je i dragocjene zapise o izvorno hrvatskoj romskoj zajednici Gopta. Velik dio njegove rukopisne ostavštine uništen je tijekom rata 1992., a nešto radova čuva se u Knjižnici Odsjeka za indologiju Filozofskog fakulteta u Zagrebu. 
Surađivao je s međunarodnim istraživačkim centrima koji se bave proučavanjem Balkana i romske problematike (kao što je Gypsy Lore Society iz Liverpoola). Bio je član Akademije znanosti i umjetnosti Bosne i Hercegovine (AZUBiH) kao i stručni konzultant u filmu Aleksandra Petrovića "Skupljači perja".

## Djela
Uhlikov književni opus je obiman i raznovrstan. Najpoznatija djela su mu: 
- Romane gilja (Romske pjesme) (Prijedor, 1937.)
- Bosnian Roman Vocubulary (Liverpool, 1943.)
- Srpskohrvatsko-ciganski rečnik (Romane alava) (Sarajevo, 1947.)
- Prepozitivni i postpozitivni član u gurbetskom (Sarajevo, 1951.)
- Ciganizmi u šatrovačkom argou i u sličnim govorima (Sarajevo, 1954.)
- Ciganske priče" (1957.)
- Kategorija imperativa u romskom jeziku (Sarajevo, 1974.)
- Zigeunerlieder (Leipzig, 1977.)
- Ciganska poezija (R. Uhlik, Branko V. Radičević) (Beograd, 1982.)
- Srpskohrvatsko-romsko-engleski rečnik (Romengo alavari) (Sarajevo, 1983.)
- Jezik i kultura Roma (Sarajevo, 1989.)
- Romske priče” (Rromane paramiča) (Sarajevo, 2021.)

## Vanjske povezice
- Uhlik, Rade